# Legislación de depósito para envases

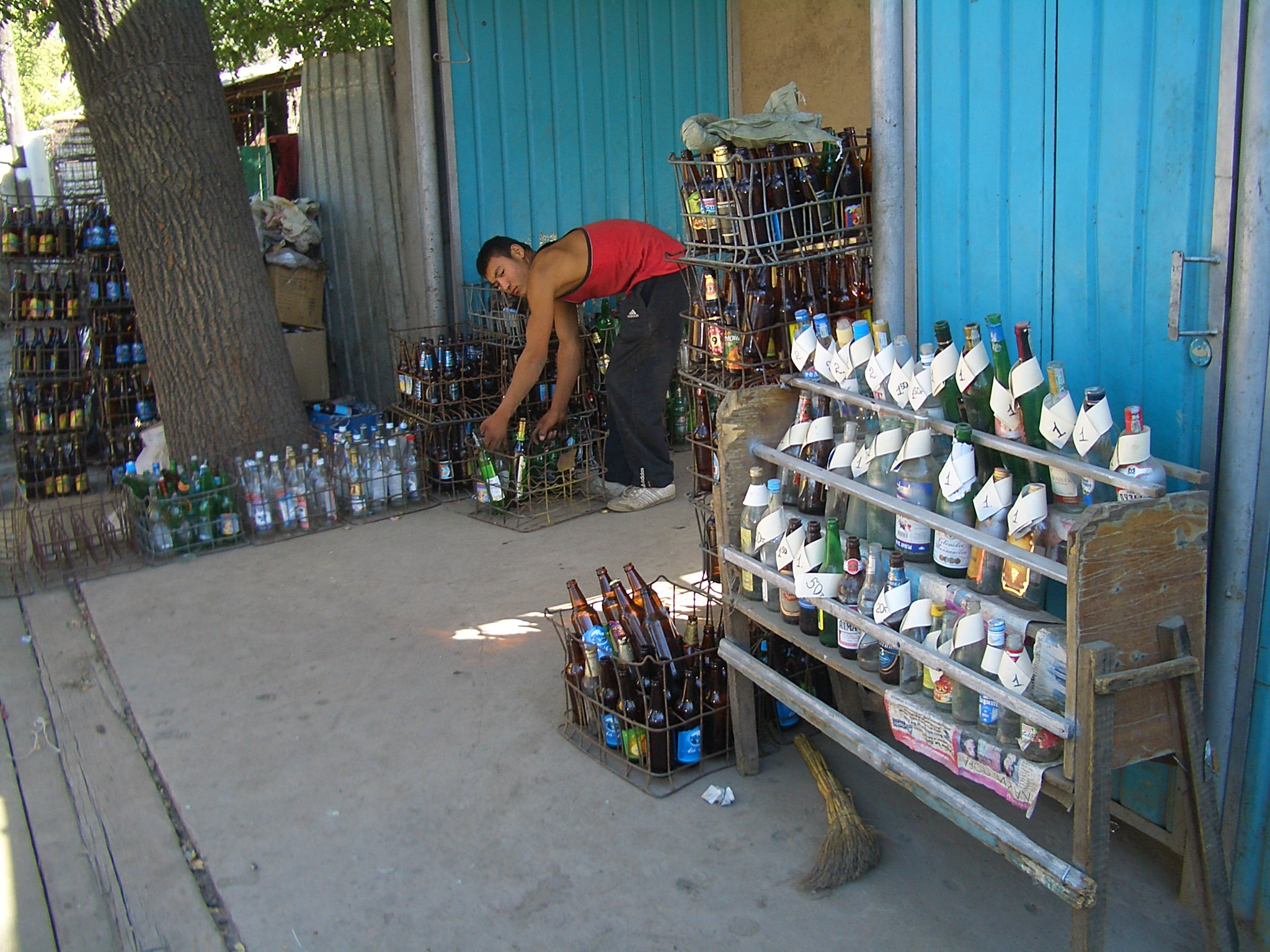
Botellas de vidrio retornables, depósito reintegrado, en un centro de recolección en Biskek, Kirguistán. El valor del depósito, que puede variar entre 0.5 y 2 Som kirguís (2 a 5 US-centavos), se muestra junto a una muestra del tipo de botella en un estante.

La legislación de depósito para envases puede referirse a cualquier ley que requiera recoger un depósito monetario por cada envase de gaseosa, jugo, leche, agua, bebidas alcohólicas y otros contenedores en el punto de venta. Al devolver el envase en un centro autorizado de reintegro o al punto de venta original (dependiendo de la legislación), se reintegra el depósito total o parcialmente a la persona que hace la devolución y que se asume es el comprador original.
Los gobiernos pueden aprobar leyes de depósito para envases por varias razones:
- Motivar el reciclaje.
- Complementar programas existentes de reciclaje.
- Reducir los niveles de basura a lo largo de autopistas, lagos, ríos, y propiedades públicas o privadas. La devolución del depósito es un incentivo económico para colectar los envases en zonas donde son un problema. De hecho, este es una parte significativa del ingreso para algunas personas y organizaciones cívicas sin fines de lucro.[cita requerida]
- Extender la vida útil de los rellenos sanitarios, locales o regionales, financiados públicamente, y
- Para proteger a los niños reduciendo las heridas producidas por vidrio.[cita requerida]

El dinero de los depósitos que no es devuelto normalmente se utiliza para financiar programas medioambientales; algunas veces se usa para cubrir el costo de procesar los envases devueltos.
Las diferencias en la problemática del manejo de los desechos sólidos y en las condiciones particulares de los diversos países hace necesario analizar en forma separada los aspectos generales de algunos de ellos, para poder enmarcar adecuadamente los correspondientes planteamientos legislativos sobre la protección del medio ambiente y sus efectos sobre la industria del empaque.
Tal como se mencionó antes, existe muy poca legislación a este respecto en los países en desarrollo. Por otra parte, en vista del próximo Tratado Libre Comercio entre los tres países de América del Norte, se ha dado mayor énfasis a la normatividad ambiental n EUA y en Canadá. Además por estar marcando pautas a seguir y por ser un mercado importante para lo productos de exportación mexicanos, también se presentan consideraciones legislativas de la CE y de algunos de sus países miembros, así como de Japón.
En la Unión Europea la Directiva (UE) 2019/904 del Parlamento Europeo y del Consejo, de 5 de junio de 2019, relativa a la reducción del impacto de determinados productos de plástico en el medio ambiente establece, para botellas de agua, que los Estados miembros podrán, entre otras cosas, establecer sistemas de depósito y devolución de cara a llegar al objetivo de reciclar el 77 % en peso en 2025 y el 90% en 2029 de este tipo de residuos de envases.

## Legislación por país

### Alemania

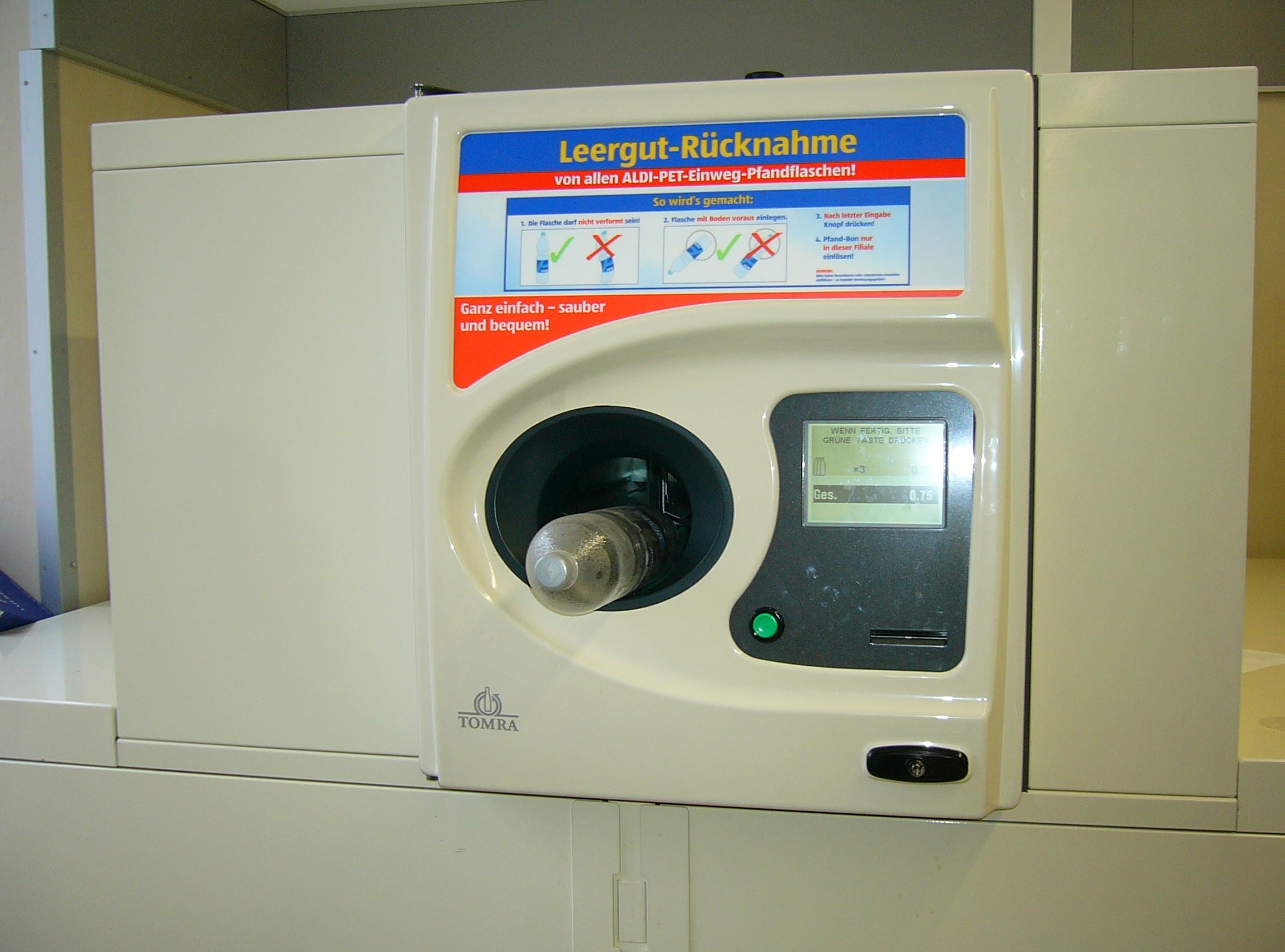
Máquina expendedora inversa en un Supermercado Aldi en Alemania.

En Alemania la ley de depósito para envases, conocida como Pfand o Einwegpfand, fue promulgada en 2002, e implementada el 1 de enero de 2003.[cita requerida] Sin embargo, su implementación fue impugnada por grupos de cabildeo de la Industria embotelladora Alemana y por detallistas. La batalla legal incluyó litigios en la Corte Administrativa Federal Alemana y en la Corte Constitucional Federal Alemana, pero el Gobierno Federal obtuvo la victoria en todas las instancias legales. La ley de depósito no aplica a envases de jugos de frutas, vinos, licores y ciertas bebidas para dieta.
En el año 2010, el depósito estándar para todos los contenedores no retornables (latas de aluminio, botellas de vidrio no retornable y botellas plásticas) es de 0,25 euros.
Antes del 2002 había otros sistemas de depósito para envases retornables, por ejemplo botellas de cerveza o envases de agua carbonatada, algunos de estos sistemas están todavía en uso. El depósito en estos casos no está regulado por ley dado que este es un asunto a la entera discreción de cada una de las compañías manufactureras. No obstante, existen algunas tasas estándares que son usadas ampliamente:[cita requerida]

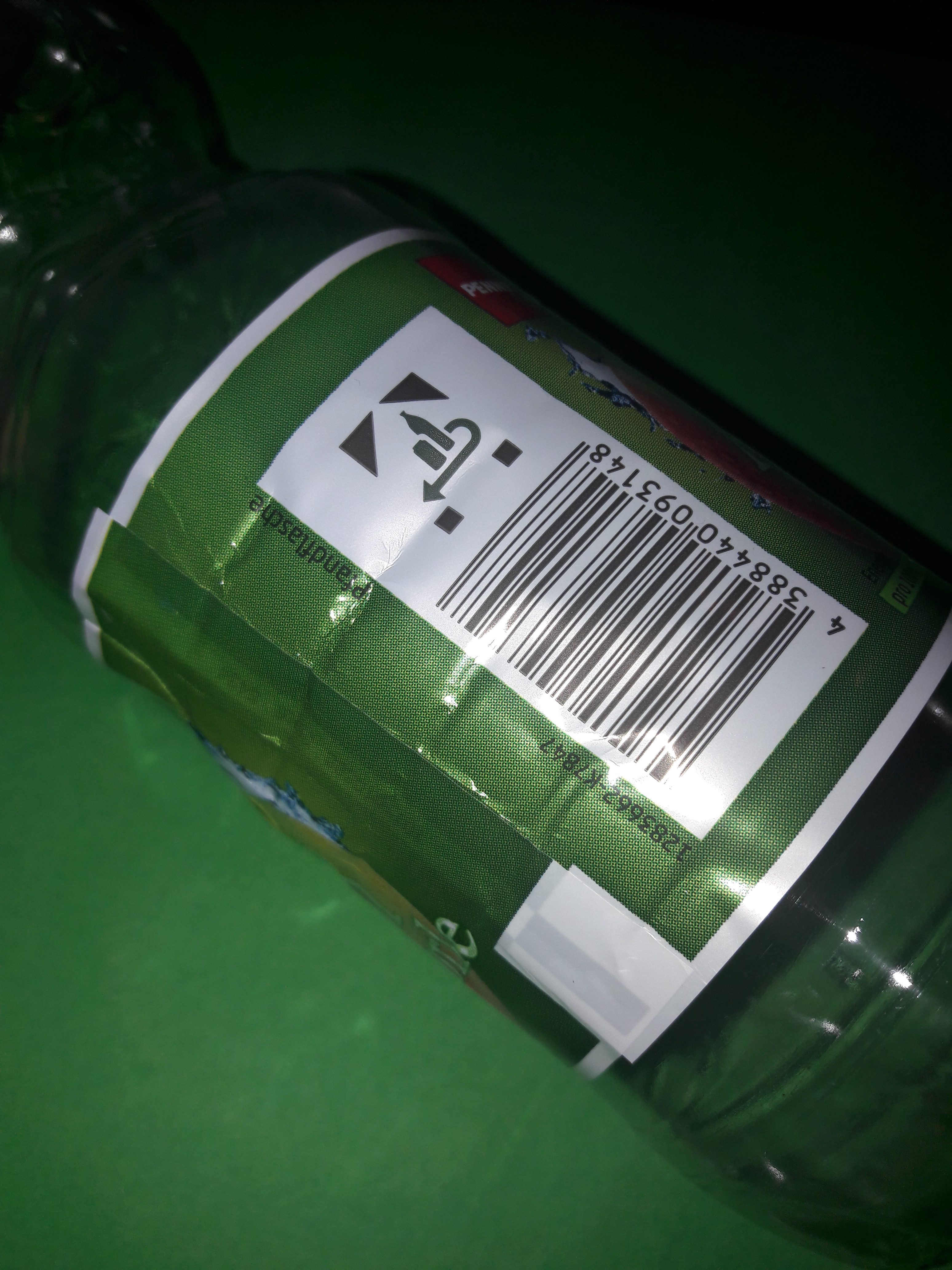

- Botellas de vidrio para la mayoría de las cervezas y bebidas de cerveza mezclada (usualmente hasta 1/2 Litro): € 0.08
- Botellas de vidrio reutilizables (usualmente hasta 2 Litros): € 0.15
- Botellas de plástico para la mayoría de las gaseosas: € 0.25
- Botellas de vidrio reutilizables de tipo o diseño especial tal como las botellas de cerveza con tapa Flip top: entre € 0.15 y 0.50

Antes de la introducción del Euro (€), el depósito era de 15 pfennig por botellas de cerveza de vidrio reutilizables y 30 pfennig por otras botellas de vidrio y botellas de plástico.[cita requerida]

### Australia
El estado de Australia Meridional cuenta con un reembolso de 10 centavos por envase de aluminio o botella (aumentado desde 5 centavos al final del 2008). En los años 70s el reembolso era de 30 centavos por una botella de 30 onzas (887,2 ml) y 10 centavos por una botella de 10 onzas (295,7 ml)). Con la introducción del plástico y botellas no reutilizables el depósito se redujo a 5 centavos (incluyendo las latas de aluminio). Este monto permaneció inalterado por treinta años.
Recientemente el depósito fue extendido a papel cartón, tal como la leche con sabores y el jugo de naranja. La ley de Protección del Ambiente de 1993 (SA) regula todo lo relativo con el cobro y el reintegro de los depósitos. El valor y el alcance de la aplicación de esta ley se ha visto influenciada por la garantía constitucional de libre comercio entre los estados. El caso más significativo en este tema fue el intento de introducir una diferenciación en el depósito de las botellas reutilizables y las reciclables. El caso fue enviado a la Suprema Corte de Australia - caso Castlemaine Tooheys Ltd versus Australia Meridional.
Alrededor de 600 personas trabajan en la recuperación de botellas en Australia meridional. Grupos tales como los Scouts operan centros de captación y reintegro de depósitos. Mientras que existen colectores profesionales que utilizan pequeños camiones para visitar regularmente lugares específicos tales como bares y restorantes; también existen personas marginadas socialmente que rebuscan en los basureros por botellas con depósito; estos colectores a menudo viajan en bicicleta, muchas veces ingeniosamente modificadas para transportar grandes bultos con las botellas que encuentran.
Victoria tenía un esquema de depósito, pero fue descontinuado. Un esquema similar fue reintroducido en el 2009, pero fue suspendido nuevamente luego de que la ley propuesta por Partido Verde de Victoria para implementar depósito de 10 centavos pasara en el gobierno estatal.[cita requerida]
Los Territorios al norte estás preparados para introducir a finales del 2011 legislación para depósitos sobre los envases similar a la de Australia meridional.[actualizar]
También se ha propuesto crear un esquema de depósito nacional. Intentos de introducir legislación similar en otros estados no han tenido éxito a la fecha(2011) [actualizar]

### Canadá
Muchas provincias en Canadá ya han implementado sistemas de depósito y reintegro para bebidas alcohólicas y no-alcohólicas en envases de vidrio, plástico, aluminio y tetrapak. Los depósitos varían entre 5 centavos y 40 centavos por unidad.
En Ontario el sistema de depósito para botellas de cerveza, administrado por The Beer Store (propiedad de tres fabricantes de Ontario: Labatt, Molson and Sleeman), tiene un porcentaje de retornos cercano al 100%. Las botellas se pueden limpiar y reutilizar entre 15 y 20 veces. A partir del 5 de febrero de 2007, el esquema de depósito fue extendido a las botellas vino y licores. Todas las botellas (Cervezas, vino y licores) solo pueden ser retornadas para el reintegro en "The Beer Store". Esto a pesar de que los licores solo se pueden adquirir en tiendas administradas por el gobierno, y los vinos solo en tiendas especializadas o directamente en la Viñerías.

### España
La Ley 11/1997, de 24 de abril, de Envases y Residuos de Envases contemplaba en su Capítulo IV, "Sistema de depósito, devolución y retorno y sistemas integrados de gestión de residuos de envases y envases usados", que los envasadores y los comerciantes de productos envasados o, cuando no sea posible identificar a los anteriores, los responsables de la primera puesta en el mercado de los productos envasados queden obligados a establecer este mecanismo para la gestión de residuos de envases.

La Ley 7/2022, de 8 de abril, de residuos y suelos contaminados para una economía circular incorpora en su Artículo 59. Recogida separada de botellas de plástico la siguiente previsión:
En el caso de que no se cumplan los objetivos fijados en 2023 o en 2027, a nivel nacional, se implantará en todo el territorio en el plazo de dos años un sistema de depósito, devolución y retorno para estos envases que garantice el cumplimiento de los objetivos en 2025 y 2029, de conformidad con lo que establezca la normativa reglamentaria en materia de envases y residuos de envases. Para la implantación de estos sistemas, además de las botellas de plástico, se podrán incluir otros envases y residuos de envases, de forma que se garantice la viabilidad técnica, ambiental y económica.
En previsión de ese desarrollo la Ordenanza 12/2022, de 20 de diciembre, de Limpieza de los Espacios Públicos, Gestión de Residuos y Economía Circular del Ayuntamiento de Madrid incluye la siguiente posibilidad:
Para el caso de establecerse el sistema de depósito, devolución y retorno (SDDR), legalmente previsto, los establecimientos que pudieran estar obligados a ello deberán disponer de los medios y superficies que garanticen el correcto funcionamiento del sistema.

### Países Bajos
Botellas de gaseosas hechas de Tereftalato de polietileno (conocido como PET por las siglas en inglés del  Polyethylene Terephtalate) tienen un depósito de  25 centavos cada una, este tipo de botella tiene un porcentaje de retorno reportado del 95% (26.6 kton), mientras que el porcentaje de retorno reportado para las botellas del mismo tipo pero sin depósito es del 66% (11.3 kton) 	(2010).
Las botellas de vidrio para cerveza tienen un depósito de 10 centavos de euro, más otro depósito de 1.50 euro  por la caja plástica. El porcentaje de retorno para estas botellas es de un 90%  (cerca de 2160 millones)  en 2009. [actualizar]